# José Manuel Egea

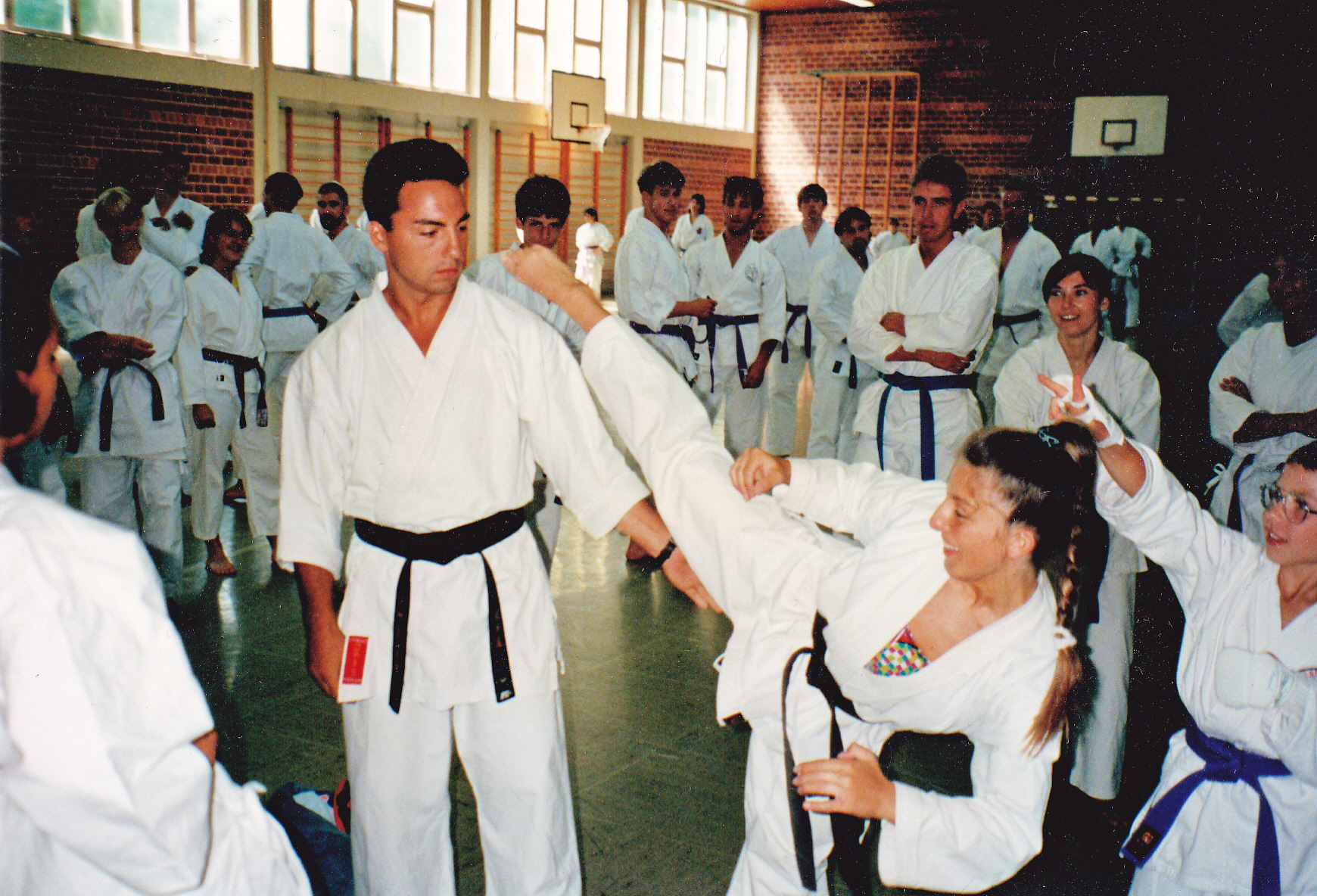
José Manuel Egea

José Manuel Egea est un karatéka espagnol, né le 20 février 1964. Il détient le record du nombre de titres de champion du monde remporté en kumité (combat) individuel.
Il a remporté 3 titres de championnat du monde de karaté en kumité individuel en 1988 (catégorie Sanbon), 1990 (-80 kg) et 1992 (-80 kg). Il a par ailleurs remporté 6 titres de champion d'Europe de karaté en 1983 (catégorie Open), 1985, 1986, 1988, 1989 et 1990 (tous en -80 kg).

## Résultats
- Championnat du Monde de Karaté:
  - 1992: Champion du monde (-80 kg)
  - 1990: Champion du monde (-80 kg)
  - 1988: Champion du monde (Sanbon), 3e (-80 kg)
  - 1986: 3e (Ippon), 3e (-80 kg)
- Championnat d'Europe de Karaté:
  - 1990: Champion d'Europe (-80 kg)
  - 1989: Champion d'Europe (-80 kg)
  - 1988: Champion d'Europe (-80 kg), 2e (Sanbon)
  - 1987: 2e (-80 kg)
  - 1986: Champion d'Europe (-80 kg)
  - 1985: Champion d'Europe (-80 kg)
  - 1984: 3e (-80 kg)
  - 1983: Champion d'Europe (Open)